# Donna Woolfolk Cross
Donna Woolfolk Cross (New York, 1947) è una scrittrice e docente statunitense.

## Biografia
Figlia di Dorothy Woolfolk, una fumettista americana e del romanziere William Woolfolk, Donna Woolfolk Cross ottenne il diploma Bachelor in Inglese presso l'università della Pennsylvania nel 1969. Dopo aver lavorato a Londra presso la casa editrice Virgin Books, ritornò negli Stati Uniti stabilendosi a New York dove ha insegnato letteratura presso l'Onondaga Community College di Syracuse (New York), e successivamente diventando una scrittrice a tempo pieno, pubblicando quattro saggi e il romanzo La papessa.

## La papessa
Scritto in forma di romanzo e costato sette anni di ricerche storiche, il libro La papessa narra la leggenda di una donna travestita da uomo che sarebbe stata eletta Papa e avrebbe pontificato dall'853 all'855; da questa opera è stato poi tratto l'omonimo film.
Uscito in USA nel 1996 con il titolo di Pope Joan, in Italia è stato pubblicato la prima volta nel 1998 dalla casa editrice Piemme, mentre una nuova edizione in formato pocket è in corso di pubblicazione dalla Newton Compton.